# إدوارد كينون
إدوارد كينون (بالإنجليزية: Edward Kennon)‏ هو شخصية أعمال أمريكي، ولد في 31 أغسطس 1938 في مندن في الولايات المتحدة.